# Asfeld
Asfeld é uma comuna francesa na região administrativa de Grande Leste, no departamento Ardenas. Estende-se por uma área de 22,1 km². Em 2010 a comuna tinha 1 116 habitantes (densidade: 50,5 hab./km²).